# 安德魯·基崔奇
安德魯·麥可·基崔奇（英語：Andrew Michael Kittredge，1990年3月17日—），為美國職棒大聯盟的投手，目前效力於芝加哥小熊。他先前曾效力於光芒、紅雀與金鶯等隊。

## 職業生涯
2008年美國職棒大聯盟選秀，水手在第45輪選進基崔奇。

### 坦帕灣光芒
2016年11月18日，水手將基崔奇、Dalton Kelly和Dylan Thompson交易到光芒，換來Richie Shaffer和Taylor Motter。
2017年7月17日，基崔奇登上大聯盟。整季他出賽15場比賽，防禦率為1.76。2018年9月27日，基崔奇故意對洋基捕手奧斯汀·羅邁投出頭部近身球，因此遭到聯盟罰款，並處以禁賽3場。整季他的防禦率高達7.75。
2018年11月2日，基崔奇遭到指定讓渡，並被下放到3A。不過他在2019年又重新回到大聯盟，防禦率為4.17。
2020年，基崔奇再縮水賽季出賽8場比賽，防禦率為2.25。後來他在8月12日因為尺側副韌帶受傷導致球季報銷。球季結束後，他一度成為自由球員，後來他和光芒續簽小聯盟約。2021年3月15日，基崔奇跳脫合約，再度成為自由球員。不過他五天後又和球隊續簽小聯盟約。
2021年上半季，基崔奇出賽32場比賽，防禦率1.47，成功入選明星賽。2022年6月10日，基崔奇進行湯米約翰手術，剩餘球季報銷，最終留下3.15的防禦率。
2023年8月17日，基崔奇成功傷癒回歸。

### 聖路易紅雀
2024年1月5日，光芒將基崔奇交易到紅雀，換來Richie Palacios。該年他拿下5勝5敗，防禦率2.80。球季結束後，他成為自由球員。

### 巴爾的摩金鶯
2025年1月13日，基崔奇與金鶯簽下1年100萬美元的合約。3月7日，他因為進行左膝清創手術導致休息好幾個月。

### 芝加哥小熊
2025年7月31日，金鶯將基崔奇交易到小熊，換來Wilfri De La Cruz。

## 個人生活
基崔奇在2017年結婚，目前育有1子。目前他們一家住在斯波坎。

## 外部連結
- 球員資訊和成績在MLB ，ESPN ，Retrosheet ，Baseball Reference ，Baseball Reference (Minors) ，Fangraphs ，The Baseball Cube （英文）